# Nothotrombicula deinacridae
Nothotrombicula deinacridae är en spindeldjursart som beskrevs av Lionel Jack Dumbleton 1947. Nothotrombicula deinacridae ingår i släktet Nothotrombicula och familjen Chyzeriidae. Inga underarter finns listade i Catalogue of Life.